# Rescue on Fractalus!
Rescue on Fractalus! — компьютерная игра, разработанная Lucasfilm Games в 1984 году для платформ Atari 400/800/XL/XE и Atari 5200. Впоследствии игра неоднократно переиздавалась для других платформ, включая Apple II, ZX Spectrum (портированием занималась Dalali Software Ltd), Amstrad CPC, Tandy Color Computer 3 и Commodore 64. Rescue on Fractalus наряду с Ballblazer стали первыми играми, разработанными молодой командой под руководством Питера Лэнгстона. Лидером проекта был Дэвид Фокс, композитором — Чарли Келлнер.

## Игровой процесс
В игре используется процедурная генерация гористой местности на основе фракталов (что отражено в названии игры). Игрок управляет космическим истребителем класса «Валькирия», выполняющим миссии по спасению сбитых пилотов Ethercorps. Видимость на поверхности планеты очень ограничена из-за плотной атмосферы, поэтому для отслеживания аварийных сигналов сбитых пилотов активно используется радиопеленгатор. В горах могут располагаться силы ПВО противников — инопланетян под названием Джагги (англ. Jaggi), а на высоких уровнях сложности могут встречаться летающие тарелки, пытающиеся протаранить истребитель игрока.
Во время миссий также может происходить смена дня и ночи, в ночное время из-за снижения видимости управлять истребителем становится гораздо сложнее — требуется также отслеживать показания альтиметра, чтобы избежать столкновения с поверхностью. Другим важным показателем является уровень топлива, которое можно пополнить, спасая сбитых пилотов. Атмосфера планеты крайне агрессивна — без должной защиты спасаемые пилоты не смогут долго продержаться, поэтому основной задачей игрока становится быстрое и эффективное спасение терпящих бедствие.
Спасение является отдельной частью игрового процесса. Сев рядом с аварийным маячком сбитого пилота, игрок должен отключить двигатель и щиты корабля. Преждевременное включение двигателя буквально сожжёт пилота, а включённые щиты не позволят ему попасть на корабль. Достигнув севшего корабля, пилот постучится в шлюз «Валькирии». В это время игрок должен открыть его и впустить пилота внутрь, после чего спасение будет считаться завершённым. Если же не открывать шлюз, стуки по двери шлюза станут более настойчивыми, пока кислотная атмосфера не разрушит скафандр пилота и он не погибнет. Иногда спасаемый окажется пилотом-асом, спасение которого награждается очками в десятикратном размере.
Однако ничего не подозревающий игрок может попасть в западню, устроенную Джагги: вместо привычного стука в шлюз спасаемый «пилот» срывает маскировку, и начинает ломать кокпит корабля. Если игрок не включит вовремя щиты, пришелец сможет разбить стекло, и персонаж игрока погибнет. Если же сразу впустить Джагги внутрь, тот начнёт разрушать корабль изнутри. Данный элемент в игровом процессе был предложен самим Джорджем Лукасом во время презентации игры и не афишировался ни в рекламных материалах, ни в руководстве пользователя для достижения полноты неожиданности эффекта. На ранних этапах Джагги можно распознать по зелёным шлемам вместо белых, однако позднее они не будут ничем отличаться от обычных пилотов. Благодаря этому достигается напряжённая пауза в момент приближения спасаемого пилота к кораблю: в любой момент он может оказаться пришельцем и напасть на игрока. Согласно ведущему дизайнеру игры Дэвиду Фоксу, такой напряжённый момент сделал Rescue on Fractalus! одной из «первых игр, пугающих людей».

## Разработка
Рабочим названием Rescue on Fractalus! было Behind Jaggi Lines!, ссылающимся на артефакты сглаживания, появляющиеся на диагональных линиях, которые также называют «зубцами» (англ. jaggies), а также на название пришельцев — основных противников в игре. В то время политика Atari запрещала указывать имена разработчиков в играх (это правило распространялось даже на стороннюю компанию Lucasfilm Games), однако дизайнерам всё же удалось оставить свои инициалы в виде повёрнутых на 90 градусов элементов скафандра Джагги.
В планах разработчиков был выпуск для Atari 7800, однако разработка была отменена прежде, чем был завершён рабочий прототип.
В конце 1980-х LucasArts и Factor 5 занимались разработкой продолжения под рабочим названием Return to Fractalus для Amiga, однако на тот момент аппаратные возможности компьютера не позволяли реализовать задуманное в полном объёме. В 1994 году, с выходом консолей нового поколения, Factor 5 возобновило разработку продолжения, но к тому времени LucasArts переключилась на игры по киновселенной «Звёздных Войн», вследствие чего наработки были переделаны в игру Star Wars: Rogue Squadron для платформы Nintendo 64.

## Критика
Computer Gaming World назвали первые две игры студии Fractulus и Ballblazer «не лишенных недостатков в игровом дизайне, однако устанавливающими новые стандарты в аркадных играх будущего». В 1996 году журнал присудил игре 82 место в списке самых лучших игр всех времён. Редакторы Zzap!64 были очень впечатлены игрой, присудив ей оценку 91 %.